# Municipio de Point (Pensilvania)
El municipio de Point  (en inglés: Point Township) es un municipio ubicado en el condado de Northumberland en el estado estadounidense de Pensilvania. En el año 2000 tenía una población de 3.722 habitantes y una densidad poblacional de 57 personas por km².

## Geografía
El municipio de Point se encuentra ubicado en las coordenadas 40°56′00″N 76°42′59″O / 40.93333, -76.71639.

## Demografía
Según la Oficina del Censo en 2000 los ingresos medios por hogar en la localidad eran de $43,276 y los ingresos medios por familia eran $49,211. Los hombres tenían unos ingresos medios de $34,054 frente a los $22,708 para las mujeres. La renta per cápita para la localidad era de $20,251. Alrededor del 5,3% de la población estaban por debajo del umbral de pobreza.